# Michaël Gillon
Michaël Gillon est un astronome et astrophysicien belge né en 1974 à Liège. Codécouvreur d'exoplanètes telles que WASP-18 b et des anneaux de (10199) Chariclo, il est chercheur à l’Institut d’astrophysique et de géophysique du département d’astrophysique, géophysique et océanographie et co-directeur de l'Unité de recherche en Astrobiologie de l’Université de Liège. Michaël Gillon est à l'origine de la découverte du système exoplanétaire TRAPPIST-1.

## Biographie
Michaël Gillon commence ses études supérieures à l’âge de vingt-quatre ans, après sept années d’engagement dans l’armée belge. « J’ai terminé mes [études] secondaires à 17 ans et je ne me sentais pas prêt — ni motivé — pour entreprendre des études [supérieures], déclare-t-il. Après, j’ai regretté ». Il s’inscrit à l’université de Liège et, en cinq ans, y obtient une licence en biochimie et un premier cycle en physique. 
Attiré par la recherche, il devient, en 2003, doctorant en astrophysique, non sans avoir hésité avec la génétique et la biochimie. En mars 2006, il soutient sa thèse de doctorat sur l’amélioration de la photométrie des transits d’exoplanètes dans le cadre du projet CoRoT,.  Il quitte alors l’université de Liège pour un séjour postdoctoral de près de trois ans au sein de l’observatoire de l’université de Genève. Lors de ce séjour, il participe à la découverte d’un Jupiter chaud : WASP-18 b,.
De retour à l’université de Liège en janvier 2009, il y poursuit ses travaux sur la détection d’exoplanètes et leur caractérisation physicochimique. Dans le cadre du projet TRAPPIST, il est responsable scientifique et investigateur principal pour les exoplanètes. Ce projet débouche sur de nombreuses publications ainsi que sur la détection d’une trentaine d’exoplanètes en transit entre fin 2010 et mi 2012. Il a été à l’initiative d’une recherche internationale observant pour la première fois l’émission thermique d’une super-Terre : 55 Cancri e,. 

En 2013, il est nommé membre de l’équipe scientifique de CHEOPS. Il y représente la Belgique avec sa collègue Valérie Van Grootel,.

Le 22 février 2017, la NASA annonce officiellement la découverte de sept exoplanètes par une équipe internationale d'astronomes, dirigée par Michaël Gillon. Ces exoplanètes, appelées TRAPPIST-1 b, c, d, e, f, g, h, ont été détectées au moyen du télescope TRAPPIST de l'Observatoire européen austral. Ces sept exoplanètes, situées à 39 années-lumière de notre Soleil, gravitent autour de l'étoile naine TRAPPIST-1,. Trois de ces exoplanètes avaient déjà été découvertes en 2015 par l'équipe internationale au moyen du télescope Trappist, mais la collaboration avec la Nasa a permis d'étendre ces découvertes.

## Distinctions et récompenses
- Chevalier du Mérite wallon (Ch.M.W.) 15 septembre 2016
- Citoyen d'honneur de Liège (2017)[11]

- Il est par ailleurs classé dans l'édition 2017 de la liste des 100 personnes les plus influentes du magazine Time.

- Le 11 septembre 2017, le prix Balzan, doté de 750 000 francs suisses (environ 650 000 euros), lui est attribué par la fondation italo-suisse éponyme pour sa recherche de planètes autour d'étoiles voisines, considérée comme « une étape importante sur le chemin de la découverte de signes de vie en dehors de notre système solaire ». Le prix lui sera officiellement remis à Berne le 17 novembre 2017 par Doris Leuthard, la présidente de la Confédération suisse[12].

- Prix Francqui 2021 (Sciences exactes) [13] pour ses recherches pionnières en exoplanétologie et astrobiologie ayant mené notamment à la découverte du système exoplanétaire TRAPPIST-1.